# Faraó do Êxodo

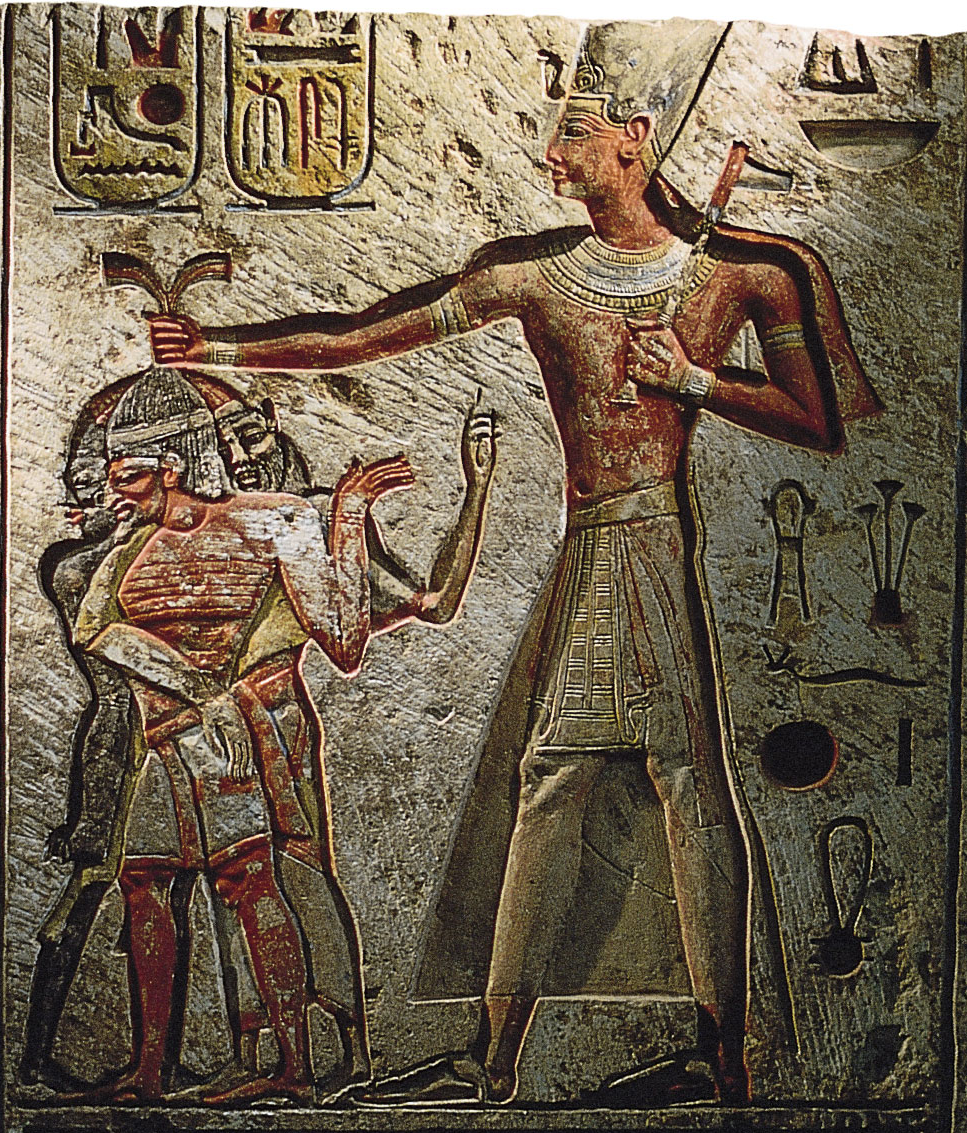
Ramessés II e seus prisioneiros.

Faraó do Êxodo é o nome que os historiadores e estudiosos da Bíblia utilizam para se referir ao faraó durante o Êxodo, a saída dos filhos de Israel do Egito, liderados por Moisés. Um dos complicadores do problema é que há basicamente duas datas propostas para o Êxodo, uma anterior, por volta do ano 1445 a.C., e uma posterior, por volta de 1290 a.C.
A primeira data considera literalmente a declaração em I Reis 6: 1 de que o Êxodo do Egito ocorreu 480 anos antes de Salomão começar a construir o Templo em Jerusalém. Isso ocorreu no quarto ano de seu reinado, por volta de 960 AEC; portanto, o Êxodo dataria de cerca de 1440 AEC. Assim de acordo com essa hipótese o faraó mais considerado como o do Êxodo é Tutemés III, o que coloca a chegada dos hebreus no Egito no período dos governantes hicsos, que também eram semitas.
Esta conclusão, entretanto, está em desacordo com a maioria das evidências bíblicas e arqueológicas. As cidades-celeiros de Pitḥom e Pi-Ramessés, construídas, de acordo com o Livro do Êxodo, pelos hebreus para o faraó, localizavam-se na parte nordeste do delta do Nilo, não muito longe de Gósen, distrito onde, de acordo com o livro do Êxodo, viviam os escravos hebreus. Está implícito em toda a história que o palácio e a capital do faraó estavam na área, mas Tutemés III (o faraó em 1440) tinha sua capital em Tebas, bem ao sul, e nunca conduziu grandes operações de construção na região do delta. Além disso, Edom e Moabe, reinos localizados na atual Jordânia que forçaram Moisés a circular a leste deles, ainda não estavam estabelecidos e organizados. Finalmente, como as escavações mostraram, a destruição das cidades que os hebreus afirmavam ter capturado ocorreu por volta de 1250, não 1400.
Visto que a tradição judaica acredita que o espaço de tempo entre Moisés e Salomão seja de cerca de 12 gerações, a referência a 480 anos é provavelmente um comentário editorial ou cálculo feito pelo autor do Livro de Reis permitindo 40 anos para cada geração. Visto que uma geração real é de cerca de 25 anos, a data mais provável para o Êxodo, segundo essa hipótese, é de cerca de 1290 AEC. Se isso for verdade, então o faraó opressor mencionado em Êxodo (1: 2–2: 23) foi Seti I (reinou entre 1290 a 1279 a.C.), e o faraó durante o Êxodo foi Ramessés II (c. 1279– c. 1213 a.C). Resumindo, Moisés (caso tenha sido uma pessoa real) provavelmente nasceu no final do século 14 AEC e o Êxodo ocorreu no contexto histórico do Colapso da Idade do Bronze.
O livro do Êxodo não diz se o faraó do Êxodo morreu ou não no Mar Vermelho. Não há nenhuma indicação clara que ele morreu nem que ele sobreviveu. Existem bons argumentos dos dois lados mas não há provas conclusivas. Se o faraó do Egito foi Ramessés II ou Tutemés III, provavelmente não morreu no Mar Vermelho, porque suas múmias mostram que morreram em idade avançada, sendo pouco provável que liderassem um ataque mar adentro.

## Tácito
Segundo Públio Cornélio Tácito, durante o reinado de Bócoris houve uma praga no Egito que causava deformidades físicas. O rei foi ao Oráculo de Amon, e recebeu como resposta que deveria deixar os hebreus irem, um povo odiado pelos deuses do Egito. Os hebreus foram reunidos no deserto e foram salvos por um deles, chamado Moisés, que os aconselhou a não confiar nos deuses e nos homens, mas apenas em Deus.

## James Ussher
James Ussher, bispo irlandês mais conhecido por ter calculado a data da criação do mundo como a noite que antecedeu o dia 23 de outubro de 4004 a.C., baseado em dados dos historiadores gregos antigos e da Bíblia, propõe que o faraó do Êxodo era Amenófis, filho de Ramessés II. Segundo Ussher, Ramessés II foi deificado como Netuno, e era o faraó que não conhecia José. Amenófis, identificado com Belo, tornou-se faraó com a morte do pai, em 1511 a.C., reinou por dezenove anos e seis meses, morreu afogado no Mar Vermelho no dia 11 de maio de 1491 a.C. e foi sucedido por seu irmão Busíris e, mais tarde, por seus filhos Sethosis e Harmais. Tutemés III é o provável faraó do exôdo (Egito e Dánao).